# Castroquilame
Castroquilame (Castro, en el gallego propio de Cabrera) es una pedanía del municipio de Puente de Domingo Flórez en la comarca tradicional de Cabrera, en la provincia de León, comunidad autónoma de Castilla y León, en España. 
Así describía Pascual Madoz, en la primera mitad del siglo XIX, a Castroquilame en el tomo VI del Diccionario geográfico-estadístico-histórico de España y sus posesiones de Ultramar:

Lugar en la provincia de León, partido judicial de Ponferrada, diócesis (vere nullius), correspondiente a abadía de Villafranca del Bierzo, audiencia territorial y capitanía general de Valladolid, ayuntamiento de Puente de Domingo Flores. Situado entre 2 colinas que le resguardan de los vientos del Norte y Sur, por lo que disfrutan de clima sano y templado. Tiene 44 casas; iglesia parroquial (San Salvador), servida por un cura; 2 ermitas, una fuera de la población (San Ildefonso), y otra dentro (Santa Bárbara); y buenas aguas potables. Confina Norte Orellán; Este Pombriego; Sur Robledo, y Oeste Las Vegas de Yeres, a 1 legua de distancia el que más; en su término se encuentra un manantial de agua mineral ferruginosa. El terreno es de mediana calidad, y le fertilizan las aguas de un río que pasa bañando la estrecha ribera del pueblo. Los montes escarpados, y solo contienen algún alcornoque, urz y jara. Los caminos locales, exceptuando uno que dirige a la Cabrera Alta, por un precipicio junto al río. Recibe la correspondencia en Puente de Domingo Flores. Producción: centeno, cebada, trigo, legumbres, vino tinto de buena calidad; cría ganado cabrío y lanar; caza de perdices y conejos, y pesca de truchas. Comercio: extracción del ganado cabrío y los artículos sobrantes, e importación de lo que falta. Población: 40 vecinos y 300 almas. Contribución con el ayuntamiento.
Pascual Madoz.